# アルカディアソフト開発
株式会社アルカディアソフト開発（あるかでぃあそふとかいはつ）は、貿易・金融・国際物流の業務系システムエンジニア集団で結成された会社である。

## 沿革
- 1987年8月8日 - 日本ナレッジインダストリ（現アイエックス・ナレッジ）からスピンアウトした社員により設立。

## 事業内容
- 貿易業務支援システムHarborWriteの開発販売
- ソースコード自動生成による開発ツールGeneXusの販売代理店
- 第二種電気通信事業者、特定労働者派遣事業
  - 自社開発製品を手がけているが事業形態の大半は外販（人材派遣）を中心としたビジネスである

## 関連会社
- Arcadia Soft (Thailand) Co., Ltd.（タイ・バンコック）